# Mansão Executiva (Libéria)
A Mansão Executiva da Libéria é a residência oficial e local de trabalho do Presidente do país. Localizado em frente ao Capitólio liberiano, no distrito de Capitol Hill em Monróvia, o edifício atual foi construído durante a presidência de William Tubman, que durou de 1944 a 1971. A construção começou em 1961 e foi concluída em 1964, com financiamento do governo israelense.
A Mansão Executiva foi o cenário do assassinato do sucessor de Tubman, o presidente William Tolbert (no cargo entre 1971 e 1980), durante o golpe de estado de 1980. Um túnel que ligava a mansão ao mar, e permitiria que os ocupantes escapassem em situações como essa, não pode ser utilizado por Tolbert e sua família pois o elevador não estava funcionando.
De acordo com audiências públicas da Comissão da Verdade e Reconciliação (TRC), rituais de sangue e outros sacrifícios foram realizados na Mansão Executiva durante a presidência de Samuel Doe, que durou de 1980 a 1990. Eles foram feitos para tornar o Presidente, assim como a Mansão Executiva, inexpugnáveis. Centenas de pessoas, especialmente homens, também teriam sido mortas nas dependências da Mansão Executiva na tentativa fracassada do golpe de Thomas Quiwonkpa em 1985.
A Mansão Executiva foi destruída por um incêndio em 26 de julho de 2006, durante a celebração do 159º aniversário da adoção da Declaração de Independência da Libéria. A presidenta Ellen Johnson Sirleaf (no cargo de 2006 a 2018) estava então homenageando convidados e dignitários estrangeiros nos jardins da Mansão Executiva. Em 2020, o processo de reforma ainda está em andamento.

## Galeria

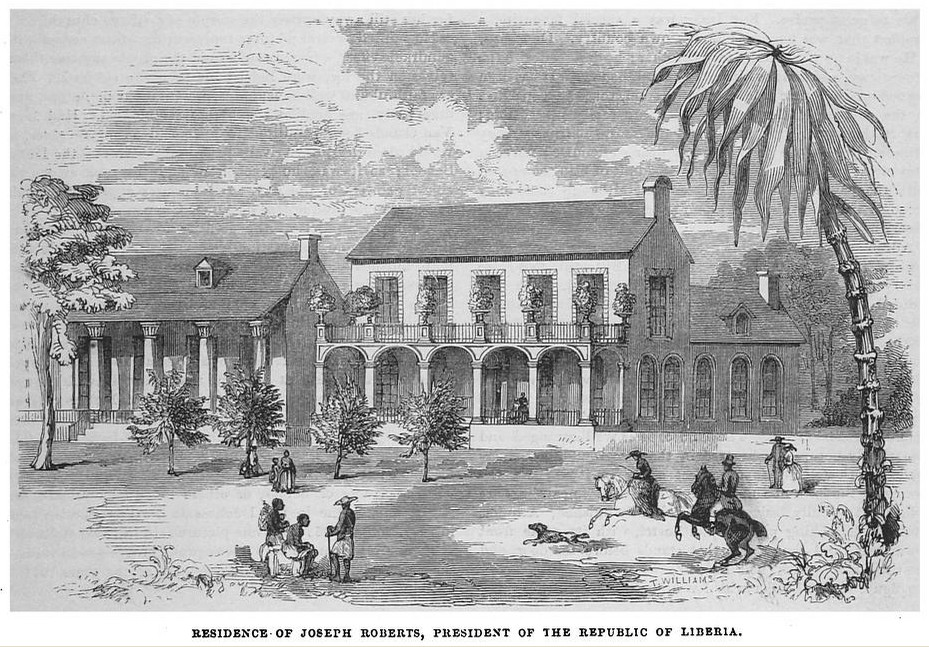
Residência de Joseph Jenkins Roberts, primeiro presidente da Libéria, entre 1848 e 1852
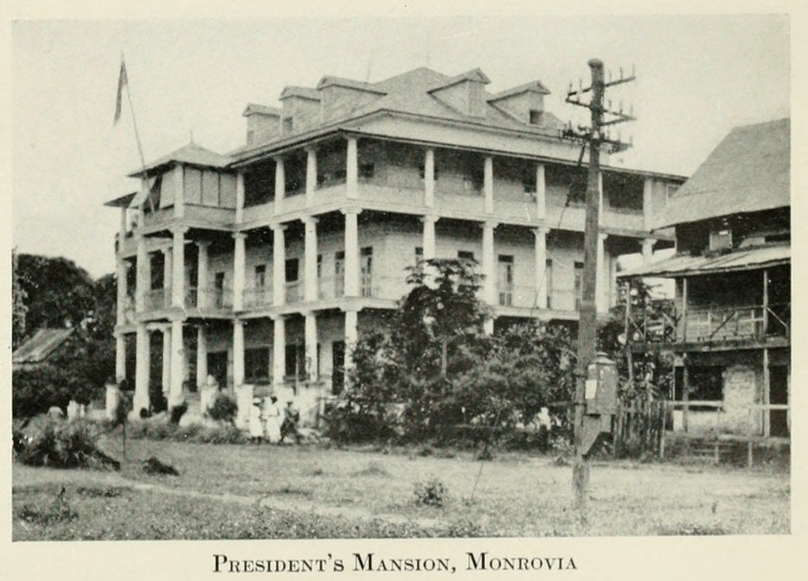
Antiga Mansão Executiva, entre 1910 e 1920
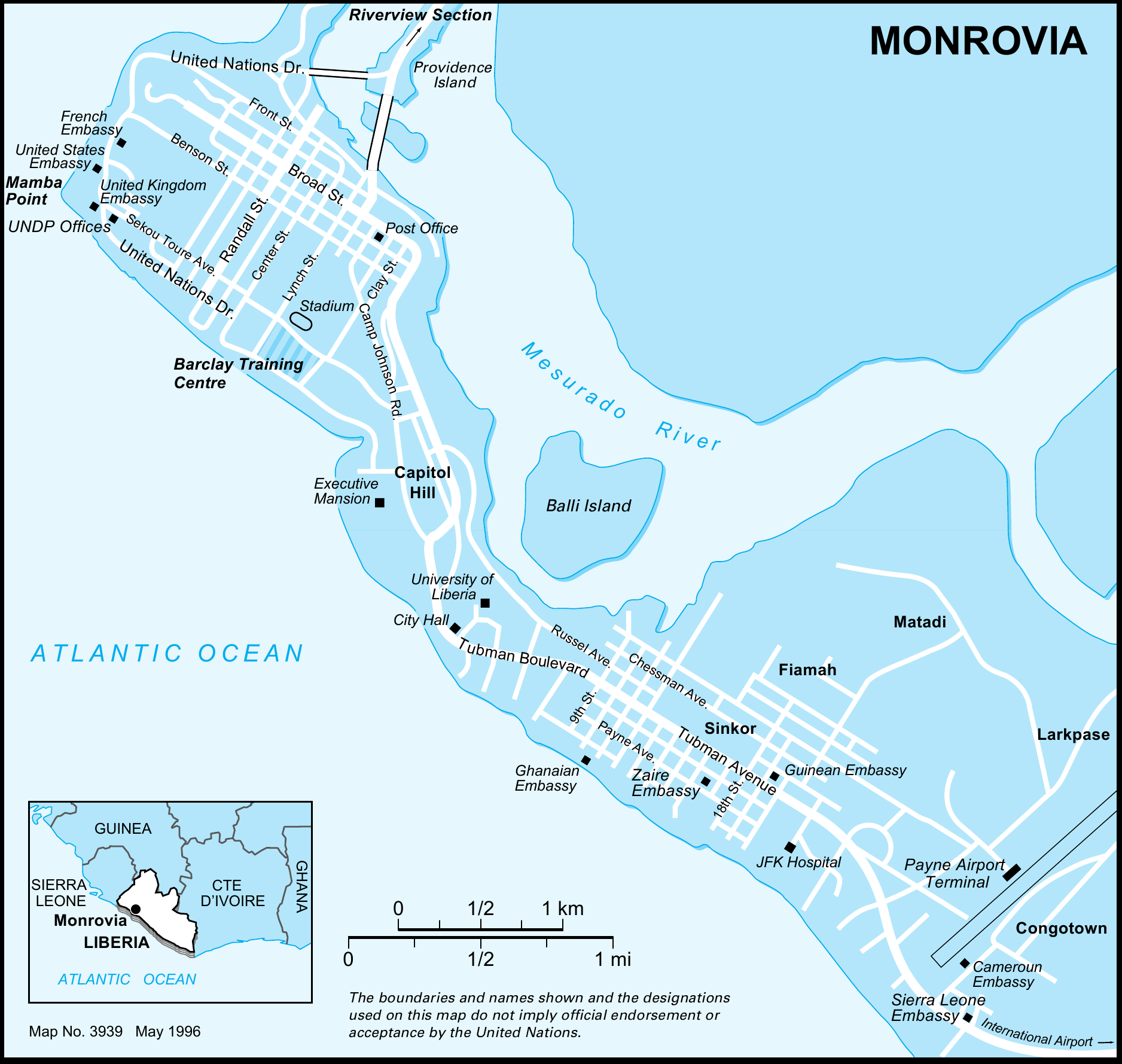
Um mapa de Monróvia da ONU de 1999, mostrando a localização da Mansão Executiva